# Friedrich Christoph Dietrich

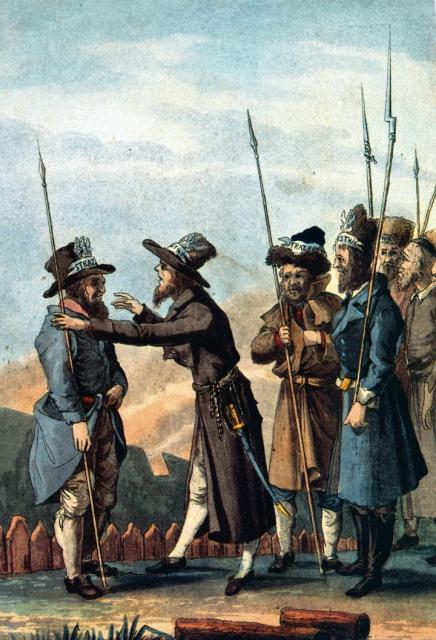
Wachmänner, 1831 von Friedrich Christoph Dietrich

Friedrich Christoph Dietrich (* 3. April 1779 in Öhringen (Fürstentum Hohenlohe); † 25. Mai 1847 in Łódź) war ein hohenlohischer Kupferstecher, der sich im Alter von 40 Jahren in Polen niederließ und dort den Rest seines Lebens verbrachte. 

## Leben
Friedrich Christoph Dietrich war ein Sohn von Johann Georg Christian Dietrich, der Goldschmied am Hofe des Fürsten Hohenlohe war. Er lernte bei dem Öhringer Baumeister Johann Sebastian Probst, dem Historienmaler Johann Jakob Schillinger und dem Baurat und Architekten Johannes Georg Glenck. Später ging er nach Augsburg, um in der Stechereiwerkstatt von Johann Daniel Herz d. J. und anschließend bei Christian Haldenwang in Karlsruhe in die Lehre zu gehen.
1804 kehrte er nach Öhringen zurück, wo er Kupferstecher am Hofe des Fürsten Friedrich Ludwig von Hohenlohe-Ingelfingen wurde. Nach dessen Niederlage in der Schlacht bei Jena am 14. Oktober 1806 war Dietrichs Vergütung nicht mehr sicher. 1809 beschloss er sein Glück wo anders zu versuchen und ging nach Amsterdam. Dort wirkte er bis 1817 und erschuf eine große Anzahl von Werken, von denen 26 im Rijksmuseum Amsterdam ausgestellt werden. Nach weiteren Stationen in London, Berlin, Posen siedelte er schließlich 1819 nach Warschau um. Dank der Unterstützung von Stanisław Kostka Potocki übertrug ihm die polnische Regierungskommission für Religiöse Bekenntnisse und Öffentliche Aufklärung 1819 den Auftrag, 24 Tafeln für die Publikation der Königsgräber Monumenta Regnum Poloniae Cracoviensia zu erstellen. Zugleich übernahm er Verwaltungsfunktionen. 1820 wurde er königlicher Jagdaufseher, fünf Jahre später Inspektor der Hauptdirektion der Kreditgesellschaft.
Als Kupferstecher erstellte er viele Illustrationen für Zeitschriften, Publikationen von Franciszek Ksawery Dmochowski sowie Panoramen Warschaus, Krakaus und Lublins. Zudem dokumentierte er in seinen Arbeiten die blutigen Ereignisse auf den Straßen Warschaus, die zum Ausbruch des Novemberaufstandes 1830 führten. 
Gegen Ende seines Lebens siedelte er nach Łódź über, wo er sich mit Typhus infizierte und am 25. Mai 1847 starb. Er war zweimal verheiratet und hatte insgesamt fünfzehn Kinder. Sein Sohn Adolf Friedrich (1817–1860) war ebenfalls Kupferstecher.